# NGC 4463
NGC 4463 ist die Bezeichnung eines offenen Sternhaufen im Sternbild Fliege. NGC 4463 hat eine Helligkeit von 7,2 mag und einen Winkeldurchmesser von 6 Bogenminuten. Das Objekt wurde am 2. Mai 1835 von John Herschel entdeckt.